# Сен Жермен ан Ле
Сен Жермен ен Ле (фр. Saint-Germain-en-Laye) град је у Француској, у департману Ивлен. Удаљен је 19,1 km западно од центра Париза. Површину ове комуне је највећим делом покривена истоименим националинм парком. Насеље је веома ређено и улице су попуњене дрворедима, па овај крај представља веома луксузан део за живљење с обзиром да је приградска област.

## Историја
Сен Жермен ан Ле је основан још 1020. године од краља Робера II, који је на месту данашње цркве основао црквено братство. 1688. године енглески краљ Џејмс II је био у избеглиштву у овом месту због сукоба у сопственој земљи.
Стара палата је направљена 1348. године на темељима старог замка из 1238. Луј 14. је рођен у овом замку и у периоду од 1661. до 1681. ово му је била главна резиденција.
Године 1919. овде је потписан мировни споразум који је ступио на снагу следеће године. По овом споразуму званично је престала да постоји Хабзбуршка монархија, с обзиром да су признате независности: Пољске, Чекословачке, Мађарске и Краљевине Срба, Хрвата и Словенаца.

## Демографија
| 1962.  | 1968.  | 1975.  | 1982.  | 1990.  | 1999.  | 2006.  | 2011.  |
| ------ | ------ | ------ | ------ | ------ | ------ | ------ | ------ |
| 34.621 | 38.308 | 37.509 | 38.499 | 39.926 | 38.423 | 43.015 | 40.653 |

## Саобраћај
Сен Жермен ан Ле је са центром Париза повезан возом и то А линијом РЕР-а. Воз омогућава долазак до центра Париза за 20-так минута. Кроз само место пролази велики број аутобуских линија и повезују како са центром Париза тако и са осталим приградским насељима.

## Спорт
Овај крај се поноси својом фудбалском историјом. Од 1904. до 1970. године у њему се налазио фудбалски клуб Сен Жермен. 1970. године се спојио са фудбалским клубом Париз и оформио Париз Сен Жермен. Данас је то један од најпознатијих клубова на свету. Иако је клуб фактички пресељен у центар Париза, локални стадион је и даље база за тренинге овог славног клуба.

## Градови побратими
Сен Жермен ен Леј је побратимљен са следећим градовима:
- Ашафенбург, Немачка, од 1975
- Темара, Мароко, од 1982
- Ајр, Шкотска, од 1984
- Винчестер, Масачусетс, САД, од 1990
- Констанћин-Језјорна, Пољска, од 1992
- Нашик, Индија, од 2009